# Il était une fois... Marie-Rose
Pour les articles homonymes, voir Il était une fois et Marie-Rose.
Il était une fois... Marie-Rose est le nom de la tournée de Chantal Goya en 2006-2007.

## Acte 1
1. Ouverture
2. Ô Marie-Rose
3. Un Lapin
4. Dans la forêt de Brocéliande
5. Mais en attendant Maître Renard
6. Pandi Panda
7. Indochine, la terre où je suis née
8. Mecki le Hérisson
9. L'alphabet en chantant
10. Docteur Sirop
11. Piou-Piou Petit Poussin
12. Zig Et Puce
13. Voyage Au Pays Des Étoiles
14. Loup-Loup
15. Quand Les Enfants Sont Là

## Acte 2
1. Une Ferme Abandonnée
2. La Bouillie De Gribouilli
3. C'est Guignol !
4. Les Trois Joyeux Pieds Nickelés
5. Snoopy
6. La Poussière Est Une Sorcière (remix)
7. Sorcière, Sorcière
8. Que Faire Pour Sauver La Planète ?
9. Monsieur Le Chat Botté
10. Voulez-Vous Danser Grand-Mère ?
11. Becassine Is My Cousine
12. Adieu Les Jolis Foulards
13. Au Revoir, C'Est La Vie